# Hans Krech (Historiker)
Hans Krech (* 21. Juni 1956 in Halle (Saale)) ist ein deutscher Historiker und Autor.

## Leben
Hans Krech ist der Sohn des gleichnamigen Sprechwissenschaftlers. Er studierte Geschichte an der Martin-Luther-Universität Halle-Wittenberg und wurde 1984 bei Johannes Glasneck am Institut für Allgemeine Geschichte zum Dr. phil. promoviert. 1984 wurde er auf Basis der falschen Unterstellung, er würde ein kritisches Buch über den Sozialismus schreiben, aus der SED ausgeschlossen. Er erhielt Berufsverbot und wurde durch die Stasi überwacht, infolge seines Berufsverbots wurde er als asozial und kriminell bezeichnet und mit dem Gefängnis bedroht. Auf seine wiederholten Ausreiseanträge hin wurde ihm am 20. September 1989 die Staatsbürgerschaft entzogen und er musste bis 24:00 Uhr die DDR verlassen. Aus diesem Grund siedelte er schließlich in die Bundesrepublik Deutschland über.
1990/91 war er wissenschaftlicher Mitarbeiter am Institut für Friedensforschung und Sicherheitspolitik (IFSH) an der Universität Hamburg. Seit 1991 war er wissenschaftlicher Mitarbeiter und freier Mitarbeiter am Deutschen Orient-Institut in Hamburg. Er gilt als Experte für Sicherheitspolitik, insbesondere den Persischen Golf, den Balkan und den Kaukasus.
Von 2001 bis 2016 war Krech Geschäftsführer des Wissenschaftlichen Forums für Internationale Sicherheit (WIFIS) an der Führungsakademie der Bundeswehr (FüAkBw) in Hamburg. Vor der Wende Reserveoffizier der NVA, bekleidet er heute den Dienstgrad eines Hauptmanns der Reserve des Heeres Bundeswehr. Krech war u. a. an der Ausbildung von ISAF-Soldaten beteiligt.
Krech war von Ende der 1990er- bis Anfang der 2000er-Jahre stellvertretender Kreisvorsitzender der FDP Othmarschen/Flottbek. und berät als Nahost-Experte im FDP-Bundesfachausschuss für Internationale Politik die Außenpolitiker der FDP-Bundestagsfraktion.
Krech ist Mitglied der Deutsch-Kaukasischen Gesellschaft e. V.

## Schriften
- Krech veröffentlichte über 20 Bücher und Studien zu Konflikten in der islamischen Welt.
- Er ist Herausgeber der Buchreihe „Bewaffnete Konflikte nach dem Ende des Ost-West-Konfliktes“ und der „Beiträge zur Friedensforschung und Sicherheitspolitik“ im Verlag Dr. Köster in Berlin.